# 蒙塞富區
蒙塞富區（西班牙語：Distrito de Monsefú），是秘魯的一個區，位於該國西北部蘭巴耶克大區的奇克拉約省，面積44.94平方公里，海拔高度11米，2005年人口30,591，人口密度每平方公里680人。